# Anglická hra
Anglická hra je šachové zahájení, které charakterizuje tah 1. c4. Do praxe ji zavedl anglický mistr Howard Staunton, v současnosti se jedná o čtvrté nejpopulárnější zahájení. Mezinárodní šachová federace ji přisuzuje kódy A10 až A39.
Jedná se velmi proměnné zahájení, je to způsobeno velkým množstvím variant, které se od sebe mnohdy velmi liší. Toto zahájení má navíc schopnost přejít do úplně jiných zahájení. Zahraje-li bílý dodatečně d4, hra obvykle přejde do dámského gambitu, některé z indických obran nebo i holandské obrany. Kromě toho je možný přechod i do Caro-Kannovy obrany či Rétiho hry. Kromě toho odpověď 1. ..e5 vede k základnímu postavení sicilské obrany s obrácenými barvami a důležitým tempem navíc pro bílého.

## Varianty anglické hry
Varianty anglické hry mají kódová označení A10 až A39:
- A10 1.c4
- A11 1.c4 c6 (možný přechod do Caro-Kannovy obrany)
- A12 1.c4 c6 2.Jf3 d5 3.b3
- A13 1.c4 e6
- A14 1.c4 e6 2.Jf3 d5 3.g3 Jf6 4.Sg2 Se7 5.0-0
- A15 1.c4 Jf6
- A16 1.c4 Jf6 2.Jc3
- A17 1.c4 Jf6 2.Jc3 e6
- A18 1.c4 Jf6 2.Jc3 e6 3.e4 (Mikenas-Carlsova varianta)
- A19 1.c4 Jf6 2.Jc3 e6 3.e4 c5
- A20 1.c4 e5
- A21 1.c4 e5 2.Jc3
- A22 1.c4 e5 2.Jc3 Jf6
- A23 1.c4 e5 2.Jc3 Jf6 3.g3 c6 (Brémský systém, Keresova varianta)
- A24 1.c4 e5 2.Jc3 Jf6 3.g3 g6 (Brémský systém s g6)
- A25 1.c4 e5 2.Jc3 Jc6
- A26 1.c4 e5 2.Jc3 Jc6 3.g3 g6 4.Sg2 Sg7 5.d3 d6
- A27 1.c4 e5 2.Jc3 Jc6 3.Jf3 (systém tří jezdců)
- A28 1.c4 e5 2.Jc3 Jc6 3.Jf3 Jf6
- A29 1.c4 e5 2.Jc3 Jc6 3.Jf3 Jf6 4.g3
- A30 1.c4 c5 (symetrická varianta)
- A31 1.c4 c5 2.Jf3 Jf6 3.d4 (symetrická varianta uspořádání Ben-Oni)
- A32 1.c4 c5 2.Jf3 Jf6 3.d4 cxd4 4.Jxd4 e6
- A33 1.c4 c5 2.Jf3 Jf6 3.d4 cxd4 4.Jxd4 e6 5.Jc3 Jc6
- A34 1.c4 c5 2.Jc3
- A35 1.c4 c5 2.Jc3 Jc6
- A36 1.c4 c5 2.Jc3 Jc6 3.g3
- A37 1.c4 c5 2.Jc3 Jc6 3.g3 g6 4.Sg2 Sg7 5.Jf3
- A38 1.c4 c5 2.Jc3 Jc6 3.g3 g6 4.Sg2 Sg7 5.Jf3 Jf6
- A39 1.c4 c5 2.Jc3 Jc6 3.g3 g6 4.Sg2 Sg7 5.Jf3 Jf6 6.0-0 0-0 7.d4